# Eduard Havlicek
Eduard Havlicek, kurz Edi Havlicek bzw. Ed(d)y Havlicek (* 20. Februar 1912 in Wien, Österreich-Ungarn; † unbekannt), war ein österreichischer Fußballspieler und -trainer.

## Karriere
Eduard Havlicek wurde am 20. Februar 1912 als Sohn des Wasserleitungsaufsehers Johann Gottlieb Havlicek (auch Havlíček; * 29. April 1869 in Písek, Böhmen) und dessen Ehefrau Julie (geborene Novotny; * 15. Februar 1885 in Mühlhausen, Böhmen) in Wien geboren und am 1. März 1912 auf den Namen Eduard getauft. Seine Eltern hatten am 18. November 1906 in der Pfarre Simmering geheiratet.
Über seine Spielerkarriere ist bekannt, dass „der frühere Wiener Berufsspieler (...), der auch längere Zeit in Frankreich tätig war“ im Januar 1938 für den PSV Chemnitz spielberechtigt wurde. In Frankreich hatte er bei US Longwy unter Vertrag gestanden. Zuvor sollte der Stürmer ab 1935 bei Rapid Wien gespielt haben, wobei es sich aber um eine Verwechslung mit Rudolf oder möglicherweise Gottfried zu handeln scheint.
Nachdem ihn der Kicker-Almanach bereits für die Spielzeit 1941/42 als ehrenamtlichen „Übungsleiter“ für Turn- und Rasenspiele Bonn führte, war Havlicek nach dem Zweiten Weltkrieg als Trainer im Fußballsport tätig. Nach knapp zwei Saisons bei Borussia Dortmund in der Oberliga West, in denen er mit der Mannschaft bis ins Endspiel um die deutsche Meisterschaft 1949 vordrang und gegen den Außenseiter VfR Mannheim verlor,  folgten drei Jahre beim STV Horst-Emscher. 1953 wurde er Nachfolger von Kuno Krügel bei den Stuttgarter Kickers in der Oberliga Süd. Doch bereits nach einer Saison trennten sich die Wege bereits wieder und Havlicek übernahm 1955 das Traineramt der luxemburgischen Nationalmannschaft, doch bereits zu Beginn der Saison wechselte er erneut, dieses Mal zu Borussia Neunkirchen, wo er bis 1957 als Trainer fungierte. Es folgten mit dem FC Singen 04, dem CS Le Stade Düdelingen in Luxemburg, dem TuS Eving-Lindenhorst und Union Ohligs weitere Stationen als Trainer.
Selbst unterschrieb er auf Postkarten auch mit „Eddy“ Havlicek.

## Familie
Sein jüngerer Bruder war der Fußballtorwart und Fußballtrainer Viktor Havlicek; weitere Brüder waren Gottfried Havlicek, ebenfalls Fußballprofi, und der Schwergewichts-Boxprofi Hans Havlicek.